# Зіл (гора)
Зіл (англ. Mount Zeil) — найвища гора Північної території в Австралії. Розташована в гірській системі Мак-Донелл. Вона є найвищою горою Австралії, що розташована на захід від великого вододільного хребта. Гора отримала свою назву після експедиції Ернеста Джайзла у 1872 році, й була названа на честь графа Зіла.
Корінна назва гори з мови австралійських аборигенів — Улатеррке, що походить від назви місцевого виду гусениці. Традиційно гора мала велике релігійне значення у місцевих жителів, які відвідували її для здійснення жертвоприношень та інших ритуалів.